# Louis van Beethoven
Louis van Beethoven è un film biografico che è nato in commemorazione del 250º anniversario della nascita di Beethoven e illustra la storia del compositore di fama mondiale da diverse prospettive. Il titolo riflette l'appellativo attribuito al musicista nella sua giovinezza.
Per ricreare l'atmosfera dell'epoca di Beethoven, si è deciso di utilizzare alcune repliche di strumenti d'epoca costruite dall'artigiano Paul McNulty.

## Trama
Il film ripercorre il periodo tra i primi anni a Bonn di Ludwig van Beethoven e il suo ultimo anno di vita.
Il Beethoven adulto è da tempo sordo, scontroso ed esigente. Dopo il tentato suicidio del nipote Karl, Beethoven si reca col nipote presso la casa di suo fratello Johann; in questo episodio Beethoven entra in conflitto con i suoi familiari.
Da bambino, "Louis" van Beethoven fu un prodigio musicale; il suo talento fu reso possibile su spinta del padre, che ebbe in sogno che Beethoven sarebbe diventato il nuovo Mozart. Grazie ai contatti del padre come cantante alla corte del Principe elettore, il giovane Beethoven ottenne la tutela di altri musicisti.
Diventando un giovane uomo, Beethoven è cresciuto come musicista ma al contempo ha subito la perdita della madre, che ha trascinato suo padre nella disperazione e nell'alcolismo. Viene dunque patrocinato dalla famiglia von Breuning e si innamora di Eleonore von Breuning; il musicista è, però, al di sotto della posizione sociale della famiglia e qualsiasi rapporto tra i due è vietato.